# Ben Hamilton-Baillie
Pour les articles homonymes, voir Baillie.
Benjamin Robert Hamilton-Baillie (4 juillet 1955 - 3 mars 2019) est un architecte et urbaniste anglais.
Ben Hamilton-Baillie est le directeur de Hamilton-Baillie Associates Ltd. ainsi que l'un des responsables du programme Shared Space (« espace partagé ») financé par l'Union européenne. Il a testé la viabilité du concept de route nue — qui consiste à réduire la signalisation routière pour responsabiliser les usagers de la route — en menant des expérimentations dans des villes belges, danoises, allemandes et néerlandaises.

## Biographie
Ben Hamilton-Baillie a suivi une formation d'architecte à Cambridge et a travaillé à Londres, à Hambourg et en Turquie avant de s'installer à Bristol où il a passé 13 ans dans le renouvellement et le développement de logements. En 1995, il est devenu directeur régional de Sustrans, une association caritative spécialisée dans les transports durables en Angleterre. Avec Sustrans, il a contribué à l'achèvement de la première phase du réseau cyclable national du Royaume-Uni et au développement d'initiatives de transport telles que «Safe Routes to Schools» et des zones de résidence.
Baillie a ensuite recherché et promu de nouvelles approches en matière de gestion de la circulation et de conception des rues. Il a reçu une bourse de voyage Winston Churchill en 2000 qui lui a permis de visiter et de rendre compte des zones d’origine européenne et scandinave. En 2001, il était boursier Loeb de la Harvard University. Il a fait partie de l'équipe d'experts du projet de l'Union européenne visant à développer un «espace partagé» avec des projets en Belgique, au Danemark, en Allemagne et aux Pays-Bas. Il est l'auteur de "Trafic dans les villages - Une boîte à outils pour les communautés" publié par Dorset AONB en 2012. Il a été concepteur principal pour la régénération de la ville de Poynton dans le Cheshire, impliquant le remaniement de Fountain Place et le retrait des anciens feux de circulation.
Il est décédé en mars 2019 d'un cancer, à l'âge de 63 ans.